# BSN NEWS
『BSN NEWS』（ビーエスエヌニュース）は、新潟放送（BSNテレビ）で夜に放送されている定時ローカルニュース番組。なお、BSNラジオの定時ローカルニュースについては『BSNニュース』および『新潟日報ニュース』のタイトルで放送している。

## 放送時間
- 金曜日 22:54 - 22:58（JST）[2]
- 土・日曜日 21:54 - 22:00（JST）[2][3]

## キャスター
- 新潟放送のアナウンサーが交替で担当。